# 钱爱玉
钱爱玉（1949年9月—），生于浙江嵊县长乐镇，越剧女演员，擅长小旦。1963年9月，进入嵊县越剧团。1985年，进入浙江越剧院。艺术上师承王文娟。代表作有越剧《汉宫怨》(饰演许平君)、《盘夫》(饰演严兰贞)、《孟丽君》、《西泠风月》等。